# Superchrist
"Superchrist" er en sang skrevet af Billy Corgan og indspillet af Smashing Pumpkins i januar 2008. 
Billy Corgan og Jimmy Chamberlin indspillede "Superchrist" i januar 2008, mens bandet holdt pause fra deres verdensturné til fordel for albummet Zeitgeist. I februar 2008 blev musikvideoen til sangen offentliggjort på bandets MySpace-website, og sangen blev udgivet på kompilationsalbummet Fresh Cuts Vol. 2 af Guitar Center i marts 2008. "Superchrist" blev udgivet til et langt bredere publikum d. 4. november 2008, da sangen var med som en slags b-side på den "digital 45", som Smashing Pumpkins-singlen "G.L.O.W." blev udgivet på. En liveversion optaget i sommeren 2007 blev ligeledes udgivet d. 11. november 2008 på live-dvd'en If All Goes Wrong. 

## Musikvideo
Musikvideoen er instrueret af Justin Coloma og blev vist første gang d. 27. februar 2008 på bandets MySpace-website. I videoen optræder Billy Corgan og Jimmy Chamberlin, men også Gary og Sky Saxon fra bandet The Seeds på henholdsvis tamburin og bas. Derudover er der også glimt af Linda Strawberry, Kristin Burns, Hanna Beth, Audrey Kitching og Sasha Grey. Det er bandets tredje musikvideo siden gendannelsen, men den første uden Jeff Schroeder, Ginger Reyes og Lisa Harriton, der ellers fortsatte med at turnére med Smashing Pumpkins indtil november 2008. 

## Live
"Superchrist" blev skrevet af Billy Corgan i 2007, og nummerets riff eksisterer tilbage til indspilningerne til comebackalbummet Zeitgeist. Sangen blev dog først skrevet færdig efter udgivelsen af Zeitgeist, men blev spillet live første gang i sommeren 2007. Siden er nummeret blevet spillet ofte, heriblandt ved de seneste to koncerter på dansk jord – i Store Vega i august 2007 og Valby-Hallen i februar 2008. Én af de tidligste liveversioner af "Superchrist" blev udgivet på bandets live-dvd If All Goes Wrong i november 2008.